# Distrikt Bint Dschubail
Der Distrikt Bint Dschubail (arabisch قضاء بنت جبيل, DMG Qaḍāʾ Bint Ǧubail) ist ein Distrikt im Gouvernement Nabatäa in Libanon. Die Hauptstadt des Distrikts ist Bint Dschubail.

## Ortschaften
Folgende 36 Ortschaften sind im Distrikt Bint Dschubail:
- Aynata
- Aita asch-Scha'b
- Aita al Dschabal (Zott)
- Ain Ebel
- Aaytaroun
- At Tiri
- Baraachit
- Beit Lif
- Beit Yahoun
- Bint Dschubail
- Burj Qalaouiyeh
- Chaqra
- Debl
- Deir Ntar
- Froun
- Ghandouriyeh
- Haddatha
- Hanine
- Haris
- Jmaijmeh
- Kafra
- Kfar Dounine
- Khirbet Selm
- Kounine
- Marun ar-Ras
- Qalaouiyeh
- Qaouzah
- Rachaf
- Ramiyeh (Bent Jbayl)
- Rmaych
- Safad El Battikh
- Salhana
- Soultaniyeh
- Srobbine
- Tebnine
- Yarun
- Yater